# Gare de Birmingham Moor Street
La gare de Birmingham Moor Street une gare ferroviaire desservant la ville de Birmingham au Royaume-Uni.